# 601e régiment de circulation routière
Le 601e régiment de circulation routière (601e RCR) est un régiment de l'Armée de terre française.
Stationné en dernier à Arras (Pas-de-Calais), il appartenait alors à la 1re brigade logistique.

## Histoire
- 1er avril 1954 : création à Achern (Allemagne) par la transformation nominale du Groupe de Circulation Routière 521 (521e GCR) sous le nom de 601e GCR (GCR pour groupement de circulation routière).
- Février 1956 : transfert à Offenbourg.
- 1960 : retour à Achern.
- 1973 : affecté au 2e Corps d'Armée.
- 1er janvier 1975 : devient régiment.
- 31 juillet 1993 : dissolution.
- 1er janvier 1994 : recréé à Arras.
- 26 juin 2009 : dissolution du 601e régiment de circulation routière.

## Traditions
Régiment qui a hébergé l'une des plus grandes équipes d'acrobaties motos des armées, dirigé par le célèbre « Nounours », l'adjudant-chef Hervé. Elle fit son tour de France en 1977 et participe à la "nuit des Armées" au Jardin des Tuileries à Paris en juin 1977. Devant l'équipe d'acrobatie de la garde Républicaine elle inaugura la cérémonie d'ouverture.
Durant de nombreuses années, le 601e RCR assura la circulation des éléments motorisés participant au défilé militaire du 14 Juillet sur les Champs Élysées. Ce fut le cas notamment pour le Bicentenaire de la Révolution française, en 1989.

### Étendard

Dessin du revers de l'étendard du régiment, avec les inscriptions officielles.

Il porte, cousues en lettres d'or dans ses plis, les inscriptions :
- Acquafondata 1944[2]
- Germersheim 1945[3],[4].

### Devise
« Toujours tout droit »

### Chant
- Le chant régimentaire était en 1997 le « Chant des Marais » pour les classes de l'escadron de base et d'instruction (à savoir qu'avant 1997 le chant était Les Oies sauvages).
- « Dans ce camp morne et sauvage entouré de murs de pierre… »
- Chant du 601 RCR :

Guidés par les flèches d’or, nous sommes nés de la voie sacrée

De la compagne d’Italie nous sommes sortis victorieux (2 voies)

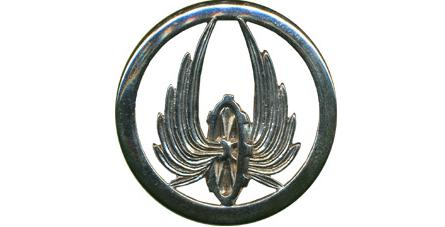
Insigne de béret.

Circulateurs, avec ardeur, nous escortons nos frères d’armes

Circulateurs, avec le cœur, nous guidons nos camarades
Mus par la rose des vents, sous la mitraille et les obus

Au mépris du danger, ACQUAFONDATA est prise (2 voies)
Circulateurs, avec ardeur, nous escortons nos frères d’armes

Circulateurs, avec le cœur, nous guidons nos camarades
Guidés par les flèches d’or, nous sommes les uniques héritiers

De la campagne de France, nous sommes sortis glorieux (2 voies)
Circulateurs, avec ardeur, nous escortons nos frères d’armes

Circulateurs, avec le cœur, nous guidons nos camarades
Mus par les roses des vents, au prix d’efforts incessants

Sans peur et sans relâche, GERMERSHEM voit nos soldats (2 voies)
Circulateurs, avec ardeur, nous escortons nos frères d’armes

Circulateurs, avec le cœur, nous guidons nos camarades
Guidés par la flèche d’or, la tourments nous a révélés

Mus par la rose des vents, le combat nous a forgés ((2 voies) 2 fois : 1 court et 1 long)

## Liste des chefs de corps
- 2007-2009 : colonel Ami
- 2005-2007 : colonel Guéguen
- 2003-2005 : colonel Szolyga
- 2001-2003 : colonel Mottart
- 1999-2001 : colonel Laurent
- 1997-1999 : colonel Legarrec
- 1994-1997 : colonel Remondin
- 1994 : colonel Rose
- 1992 : colonel Lacince
- 1990 : colonel Belmer
- 1986-1988 : colonel Lombard
- 1984-1986 : colonel Michot
- 1982-1984 : colonel Bouchard
- 1980-1982 : colonel Bonte
- 1978-1980 : colonel Debici
- 1976-1978 : lieutenant-colonel Souriceau
- 1975-1976 : lieutenant-colonel Pornot
- 1973-1975 : lieutenant-colonel Rouquet
- 1971-1973 : lieutenant-colonel Tigneres
- 1968-1971 : colonel Jamet
- 1965-1967 : lieutenant-colonel Bastide
- 1963-1966 : colonel Moritel

## Le régiment à sa dissolution

### Missions
Les missions du régiment sont des missions d'appui mouvement  au profit  d'une force opérationnelle terrestre ; elles regroupent certaines missions dévolues aux unités de police militaire dans d'autres pays. Elles comprennent :
- la participation aux missions de sûreté ;
- l'escorte des convois ;
- le renseignement des états-majors sur le déroulement des différents mouvements des troupes amies
- l'appui direct au déplacement en zone de combat (reconnaissance et balisage des itinéraires, signalisation et sécurisation des accès, etc) ;
- intervention en cas d'incident lors d'un mouvement de troupe (régulation, balisage, aide aux unités) ;
- la mise en œuvre de plates-formes d'embarquement par voie aérienne ou maritime ;
- le balisage et l'appui logistique de régulation de circulation lors des défilés militaires du 14 Juillet sur les Champs Élysées.

### Organisation
En 2007, le 601e RCR est organisé comme suit :
- 1 escadron de commandement et de logistique ;
- 1 escadron d'administration et de soutien ;
- 4 escadrons de circulation ;
- 1 escadron de circulation de réserve.

### Matériels

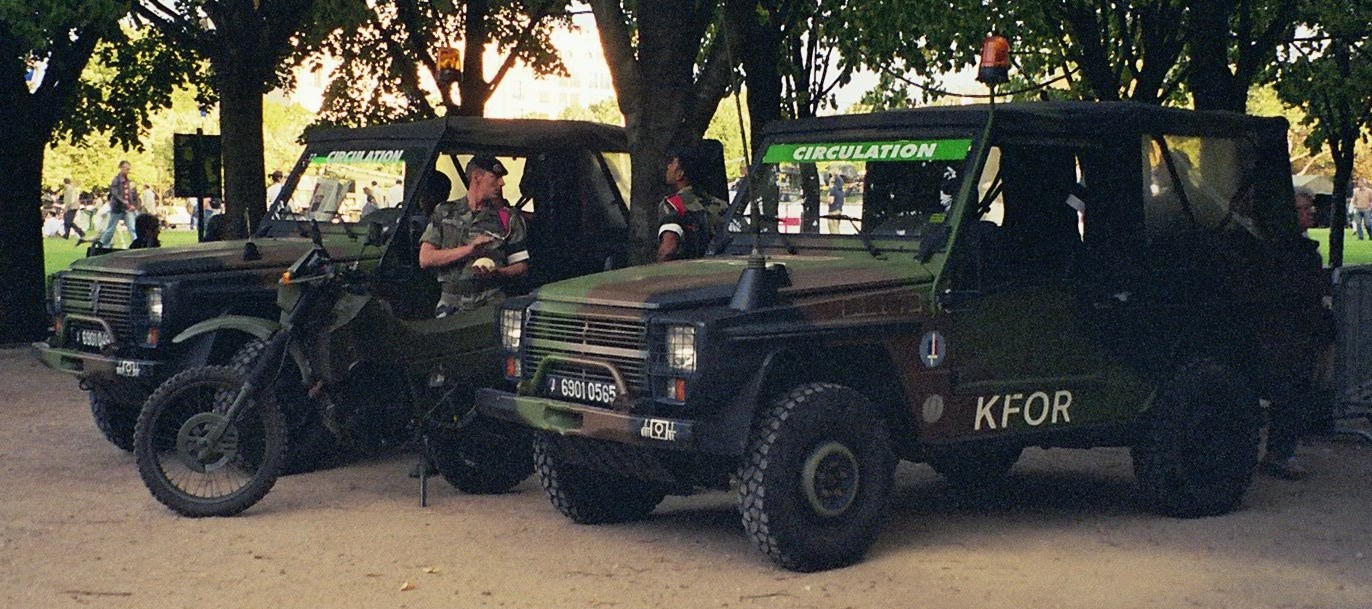
P4 du régiment à Paris en 2005.

- Véhicules de l'avant blindé (VAB)
- Peugeot P4
- TRM 2000
- GBC 8KT
- GBC 180
- Cagiva 350 cm3
- Cagiva A8 125 cm3
- FAMAS
- PA MAC 50
- AANF1
- MIT 50
- LRAC 89mm

## Sources et bibliographie
- Terre information magazine n°181, (février) 2007.
- Liste des régiments français